# Spolek pro zachování odkazu českého odboje
Spolek pro zachování odkazu českého odboje (dále jen Spolek) sdružuje válečné veterány, účastníky 2. odboje, pozůstalé po obětech nacismu, osoby perzekvované nacistickým i komunistickým režimem, politické vězně včetně dalších zájemců z řad veřejnosti.
Spolek byl založen 9. listopadu 2016 v Kladně. Registrace Spolku u Městského soudu v Praze se uskutečnila 16. ledna 2017.
Účelem spolku je udržování památky a paměti na hrdinství přeživších, obětí a bojovníků českého odboje, jakož i dalších osob aktivně vystupujících proti všem formám totalit a diktatur. Zachování odkazu boje za samostatnost a svobodu České republiky ve smyslu demokratických a humanitních zásad zakladatelů státu.